# CFHR2
CFHR2 (англ. Complement factor H related 2) – білок, який кодується однойменним геном, розташованим у людей на короткому плечі 1-ї хромосоми.  Довжина поліпептидного ланцюга білка становить 270 амінокислот, а молекулярна маса — 30 651.
| 10         |  | 20         |  | 30         |  | 40         |  | 50         |
| ---------- |  | ---------- |  | ---------- |  | ---------- |  | ---------- |
| MWLLVSVILI |  | SRISSVGGEA |  | MFCDFPKINH |  | GILYDEEKYK |  | PFSQVPTGEV |
| FYYSCEYNFV |  | SPSKSFWTRI |  | TCAEEGWSPT |  | PKCLRLCFFP |  | FVENGHSESS |
| GQTHLEGDTV |  | QIICNTGYRL |  | QNNENNISCV |  | ERGWSTPPKC |  | RSTISAEKCG |
| PPPPIDNGDI |  | TSFLLSVYAP |  | GSSVEYQCQN |  | LYQLEGNNQI |  | TCRNGQWSEP |
| PKCLDPCVIS |  | QEIMEKYNIK |  | LKWTNQQKLY |  | SRTGDIVEFV |  | CKSGYHPTKS |
| HSFRAMCQNG |  | KLVYPSCEEK |  |            |  |            |  |            |

A: Аланін

C: Цистеїн

D: Аспарагінова кислота

E: Глутамінова кислота

F: Фенілаланін

G: Гліцин

H: Гістидин

I: Ізолейцин

K: Лізин

L: Лейцин

M: Метіонін

N: Аспарагін

P: Пролін

Q: Глутамін

R: Аргінін

S: Серин

T: Треонін

V: Валін

W: Триптофан

Секретований назовні.